# Дело Фатхуллы Исхакова
Дело Фатхуллы Бадретдиновича Исхакова — дело жителя села Большие Каркалы Башкирской АССР, невинно осуждённого в 1959 году по обвинению в покушении на тройное убийство соседок. В 2023 году, через 64 года, Верховный Суд РФ его оправдал и признал право на реабилитацию. Защитником Исхакова в Верховном суде России и представителем в Конституционном суде России был Виталий Буркин. 
Ранее Исхаков Ф. Б. 29 сентября 1956 года был осуждён по ст. 1 Указа Президиума Верховного Совета СССР от 4 июня 1947 года на шесть лет лишения свободы за то, что в 1953 году, будучи пятнадцатилетним подростком, съел вместе с двумя сверстниками мёд из кастрюльки односельчанина. Освободили его досрочно 19 июня 1958 года.
Инициировал арест за проступок трехлетней давности оперуполномоченный милиции Ришат Галиуллин. Исхакова обвинили тогда в организации воровской шайки, за что и присудили шесть лет.

## Преступление
В ночь на 23 мая 1959 года в селе Большие Каркалы молодая девушка Марьям Рахматуллина проснулась, почувствовав кровь на лице, и прибежала за помощью к своему соседу — 22-летнему Фатхулле Исхакову и сообщила, что в её доме был неизвестный, который порезал ей, её матери Сабире и ночевавшей в доме её подружке Асие лица.

## Следствие и судебный процесс
Утром 23 мая в дом Фатхуллы Исхакова пришёл оперуполномоченный милиции Галиуллин, который обнаружил на рабочей куртке Исхакова капли крови. Затем он вызвал кинолога с собакой-ищейкой. Собаку привезли к дому потерпевшей, и она пошла по следу Марьям в дом Исхакова, но прошла мимо самого Исхакова. Тогда всю семью Исхакова загнали в дом, завели следом собаку, но и тут она на него не указала. Кинолог дал ей команду «Голос», она залаяла, и тут в комнату ворвался Галиуллин и задержал Исхакова. 
В отделе милиции, по словам Исхакова, его три дня избивали руками, ногами, дубинками, заставляя признаться в совершении преступления.
Четверо деревенских хулиганов (Батталов, Зайнетдинов, Асфандияров, Тимербулатов), которые 23 мая были задержаны за  буйство, дали ложные  показания, что той ночью они видели как Исхаков подошёл к дому Рахматуллиных, попытался в него войти, но затем, заметив данных свидетелей, ушёл.
Судебно-биологическая экспертиза подтвердила, что на пиджаке Исхакова были пятна крови Марьям (по утверждению Исхакова, кровь Марьям попала на его пиджак, когда она прибежала к нему за помощью), в его доме также был найден «кусок проволоки», с помощью которой Исхаков якобы проник в дом Рахматуллиных.
В итоге Исхакова обвинили в «покушении на убийство с использованием беспомощного положения потерпевшего». Мотивом было названо стремление Исхакова отомстить семье Рахматуллиных за то, что старший брат Марьям Рахматуллиной Раис, которого в 1956 году вместе с Исхаковым судили по обвинению в краже кастрюли с мёдом у соседей, дал показания против Исхакова (Исхакова тогда, как организатора кражи, приговорили к шести годам лишения свободы, но через год и восемь месяцев освободили досрочно). Как утверждало обвинение, Исхаков якобы «проник» в дом Рахматуллиных с помощью проволоки. Там он «при лунном освещении хорошо увидел, что на нарах спят трое». «Воспользовавшись» крепким сном женщин, Исхаков «начал осуществлять свои преступные намерения и решил всех троих убить насмерть путём нанесения повреждений принесённым топором в область головы». Он нанёс «два-три удара каждой», после чего «вышел, закрыл снаружи дверь» и «пришёл к себе домой спать». Также Исхакова обвинили в «сопротивлении представителям власти» и «хулиганстве» в связи с тем, что он якобы в мае 1959 года в нетрезвом виде пришёл в контору колхозного правления и беспричинно обругал председателя колхоза Мухаметзянова нецензурными словами.
По утверждениям Исхакова, оперуполномоченный Галиуллин преследовал его за то, что Исхаков дружил с сестрой Галиуллина, но женился не на ней, а на другой девушке.
Дело Исхакова рассматривал народный суд Первого участка Миякинского района Башкирской АССР с 17 по 19 октября 1959 года. Фатхулла Исхаков был признан виновным по всем пунктам обвинения и приговорён к 15 годам лишения свободы «с последующей ссылкой за пределы БАССР на пять лет».
По действовавшему Уголовному Кодексу РСФСР от 1926 года максимальное лишение свободы устанавливалось в 10 лет, и мера наказания за несколько преступлений устанавливалась не свыше определенной за самое тяжелое из них. Новая редакция Уголовного кодекса РСФСР вступила в действие лишь в 1961 году. В ней предусматривалось осуждение особо опасных рецидивистов до 15 лет. На Исхакова это распространили незаконно.

## Тринадцать лет рабства
В ноябре 1959 года Верховный суд БАССР снял при рассмотрении кассационной жалобы Исхакова обвинение в «сопротивлении властям» и отменил требование приговора о его высылке из Башкирии после отбытия лишения свободы. Позже суды отменили и осуждение по обвинению в «хулиганстве». Но приговор в части основного обвинения был оставлен в силе. 
14.12.1965 Исхаков Ф.Б. уведомлен председателем Верховного Суда Башкирской Автономной Советской Социалистической Республики Вахитовым Ш. о том, что вина по делу полностью доказана и мера наказания определена соразмерно содеянному, оснований для принесения протеста на приговор нарсуда не имеется. 
Наказание отбывал по разным колониям Башкирии в Белебее, в Стерлитамаке, под Уфо, работал на земляных работах на строительстве, в лакокрасочных цехах. Перед освобождением  в Мелеузе на мебельном комбинате был назначен старшим цеха, за что и заслужил досрочное освобождение.
14 июня 1972 года Фатхулла Исхаков был условно-досрочно освобождён через 13 лет и 22 дня лишения свободы . За время заключения у Фатхуллы умерли родители и жена, которой было лишь 28 лет, оставив ему сына. 
Затем более 30 лет Исхаков проработал инженером-испытателем приборов в НИИ нефтепромысловой геофизики в Уфе.
В 1975 году один из ключевых свидетелей по его делу, Ахат Асфандияров, рассказал Исхакову, что ещё в 1963 году написал заявление о том, что он дал против Исхакова ложные показания.
01.03.1988 прокурором Башкирской Автономная Советская Социалистическая Республики на приговор был внесëн протест. Президиум Верховного Суда Башкирской Автономной Советской Социалистической Республики, своим постановлением от 18.03.1988, производство по делу в части осуждения по ч. 2 ст. 74 Уголовного кодекса Российской Советской Федеративной Социалистической Республики (в редакции от 1926 года) прекратил в связи с отсутствием в действиях состава преступления.
В 1990 году адвокат Татьяна Мстиславовна Гензберг добилась возбуждения производства по делу Исхакова по вновь открывшимся обстоятельствам. Тогда же другой свидетель, Дамир Тимербулатов, тоже дал нотариально заверенные показания о том, что оговорил Исхакова под давлением и угрозами работников милиции. Тимербулатов показал, что вообще не видел Исхакова в ту ночь, но милиционеры «угрожали, что посадят всех четверых». Ещё один свидетель, Батталов (Саитбатталов Н.Г.), также признался в лжесвидетельстве.
29.11.1990 постановлением прокурора отдела по надзору за рассмотрением уголовных дел в судах прокуратуры Башкирской Советской Социалистической Республики, утвержденным заместителем прокурора, по надзорной жалобе Исхакова Ф.Б. возбуждено производство по уголовному делу ввиду вновь открывшихся обстоятельств и материалы направлены для расследования..
В 1993 году провели повторную судебно-медицинскую экспертизу повреждений, полученных Марьям Рахматуллиной. Эксперты установили, что в 1959 году степень вреда здоровью потерпевшей была установлена ошибочно и квалифицировали порезы как лёгкий вред. Однако производство по делу Исхакова по вновь открывшимся обстоятельствам было в том же году прекращено.
В мае 2009 года в Белебеевский межрайонный следственный отдел следственного управления Следственного комитета Российской Федерации по Республике Башкортостан поступили материалы проверки по заявлению о даче ложных показаний свидетелями Тимербулатовым Д.Г., Асфандияровым А.С., Зайнетдиновым Н.Х., Саитбатталовым Н.Г. и даче заведомо ложного заключения экспертом Ждановой О.А..
Следователями следственного комитета неоднократно выносились постановления об отказе в возбуждении уголовного дела, которые впоследствии отменялись вышестоящими должностными лицами следственного комитета и прокуратуры республики.
В 2012 году Батталов написал заявление о том, что это он порезал лицо Марьям Рахматуллиной из ревности. Через два года Батталов умер. 
К 2015 году прокуратура Башкортостана подготовила заключение о необходимости отмены приговора Фатхуллы Исхакова. В нём говорится, что скончавшийся в 1985 году свидетель Наиль Зайнетдинов «при жизни писал объяснение, в котором также подтвердил, что оговорил Исхакова»; перечислены «существенные нарушения», допущенные следствием в 1959 году: отсутствие понятых при осмотре места преступления, недоказанность вины Исхакова по двум каплям крови на пиджаке, ложность первой медицинской экспертизы, избиение Исхакова после задержания. Верховный суд Башкортостана должен был рассмотреть дело 23 сентября 2015 года, но в этот день прокурор без объяснения причин отозвал заключение, после чего производство по нему было прекращено
В 2021 году Фатхулла Исхаков обратился в Конституционный Суд России, оспаривая соответствие Конституции РФ статей 416 и 417 Уголовно-процессуального кодекса РФ, которые допускают отмену приговора по вновь открывшимся обстоятельствам только по инициативе прокуратуры. Конституционный суд принял по этому делу постановление от 16.12.2021 №53-П, в котором признал право Исхакова на пересмотр его дела, указав, что если прокурор произвольно уклоняется от внесения своего заключения в суд, то это заключение не требуется.
В апреле 2022 года председатель Верховного суда РФ Вячеслав Лебедев внёс представление в президиум Верховного суда о возобновлении производства по уголовному делу Исхакова. Президиум Верховного суда направил дело для пересмотра в Шестой кассационный суд. Однако Шестой кассационный суд оставил приговор в отношении Исхакова в силе. В августе 2022 года представители Исхакова вновь обратились в Верховный суд РФ, который в феврале 2023 года оставил решение Шестого кассационного суда в силе. 
Но затем по жалобе представителей Исхакова заместитель председателя Верховного суда РФ Сергей Рудаков постановил передать дело в Судебную коллегию по уголовным делам ВС РФ, которая 25 мая 2023 года и отменила приговор Исхакову «за непричастностью его к совершению преступления».

## Дела о возмещении вреда
Фатхулла Исхаков подал иск о взыскании 450 млн руб. компенсации морального вреда за незаконное уголовное преследование. В сентябре 2023 года Ленинский районный суд Уфы обязал министерство финансов России выплатить истцу 31,6 млн руб. 
Но в декабре 2023 года апелляционная инстанция снизила эту сумму до 2 млн руб. В апреле 2024 года по жалобе Исхакова и его представителя Виталия Буркина Шестой кассационный суд пересмотрел решение, увеличив размер компенсации до 6 млн руб. Исхаков безуспешно обжаловал это решение в Верховном суде России, требуя выплатить ему 250 млн руб. В ноябре 2024 года 87-летнему Фатхулле Исхакову были выплачены 6 млн рублей.
3 декабря 2024 года Исхаков обратился за компенсацией потерянного заработка и расходов на защиту, но Советский районный суд Уфы дважды возвращал бумаги без рассмотрения. В январе 2025 в третий раз Исхаков обратился в Советский районный суд г. Уфы за компенсацией не полученного за 13 лет 22 дня безвинного заключения заработка. Адвокаты насчитали с учетом индексации за 65 лет более 3 миллионов рублей и 135 тысяч за расходы на защиту, но 19  марта суд удовлетворил требования лишь на сумму 95 тысяч 325 рублей 38 копеек, что составило по 610 рублей в месяц за каторжный труд в исправительно -трудовой колонии. Это решение вступило в силу 26 мая 2025 года - определением Верховного суда Республики Башкортостан апелляция оставлена без удовлетворения.